# Sari-d'Orcino
Sari-d'Orcino är en kommun i departementet Corse-du-Sud på ön Korsika i Frankrike. Kommunen ligger  i kantonen Cruzini-Cinarca som tillhör arrondissementet Ajaccio. År 2022 hade Sari-d'Orcino 351 invånare.

## Befolkningsutveckling
Antalet invånare i kommunen Sari-d'Orcino
Referens:INSEE